# Липина (Жовківський район)
Липина — село у Жовківському районі Львівської області. Знаходиться на території Воле-Висоцької сільської ради. Тепер входить до складу села Воля-Висоцька.

## Історія
Липина (пол. Lipina) — село, належало до Жовківського повіту, 3 км на пн.-зах. від Жовкви. На пн.-cx., сх. і пд. лежать Винники (Жовква), на зах. Воля-Висоцька. Південною частиною території села пропливає з зах. на сх. потік Млинівка (знаний в верхній течії як Баланда), притока річки Свині. В долині потоку лежить сільська забудова. Власність більша належала до Домініканського монастиря в м. Жовква. В 1880 році було 298 жителів в гміні, 12 жителів на території двору. (90 римо-католиків, решта греко-католики). Парафії греко-католицька і римо-католицька в Жовкві.
На полях села Липина польський гетьман Стефан Чарнецький розбив в 1657 році війська Семигородського князя Ракоці (Rakoczi) Юрія II. На місці битви, посеред непрохідних колись боліт, які тепер повністю осушено, було встановлено в 1662 році хрест з пісковика на фундаменті. Час і людські руки знищили більшу частину цього пам'ятника, який називався липинською фігурою. (Рукопис Шнайдера в музеї Осолінських).